# Marzo (Francesco del Cossa)
Marzo è uno degli affreschi (500×320 cm) del Salone dei Mesi di Palazzo Schifanoia a Ferrara. Fu dipinto da Francesco del Cossa tra il 1468 e il 1470 circa.

## Storia
Gli affreschi del Salone di rappresentanza di palazzo Schifanoia furono eseguiti per volontà di Borso d'Este negli anni 1468-1470 per celebrare probabilmente l'investitura, da parte di papa Paolo II, di Borso a duca di Ferrara, programmata all'inizio del 1471.
Manifesto politico della grandezza del duca e delle sue arti di governo, e testimonianza alta della cultura della corte estense, il ciclo di Schifanoia fu realizzato da tutti gli artisti dell'Officina ferrarese, con la direzione probabile di Cosmè Tura e l'ideazione del tema da parte dell'astronomo, astrologo e bibliotecario di corte Pellegrino Prisciani, che attinse a vari testi eruditi antichi e moderni.
Gli affreschi di Marzo, Aprile e Maggio sono gli unici di cui sia documentata l'autografia, grazie a una famosa lettera indirizzata dall'artista a Borso d'Este datata 25 marzo 1470, dove con un moto di autocoscienza e dignità estremamente moderno per l'epoca reclamava un migliore trattamento economico per gli affreschi della parete est, che egli dichiarò come i migliori tra tutti quelli degli altri artisti impegnati. La risposta negativa del duca fu forse all'origine della sua partenza per Bologna.
Col tempo il palazzo venne praticamente abbandonato, versando in gravi condizioni soprattutto dopo la cacciata degli Este (1598). Gli affreschi furono scialbati e le sale del palazzo destinate ad usi impropri, che compromisero gravemente le decorazioni. Solo tra il 1820 e il 1840 vennero progressivamente ritrovati gli affreschi, dei quali però restarono leggibili solo sette su dodici, in particolare le sole pareti nord ed est.

## Descrizione

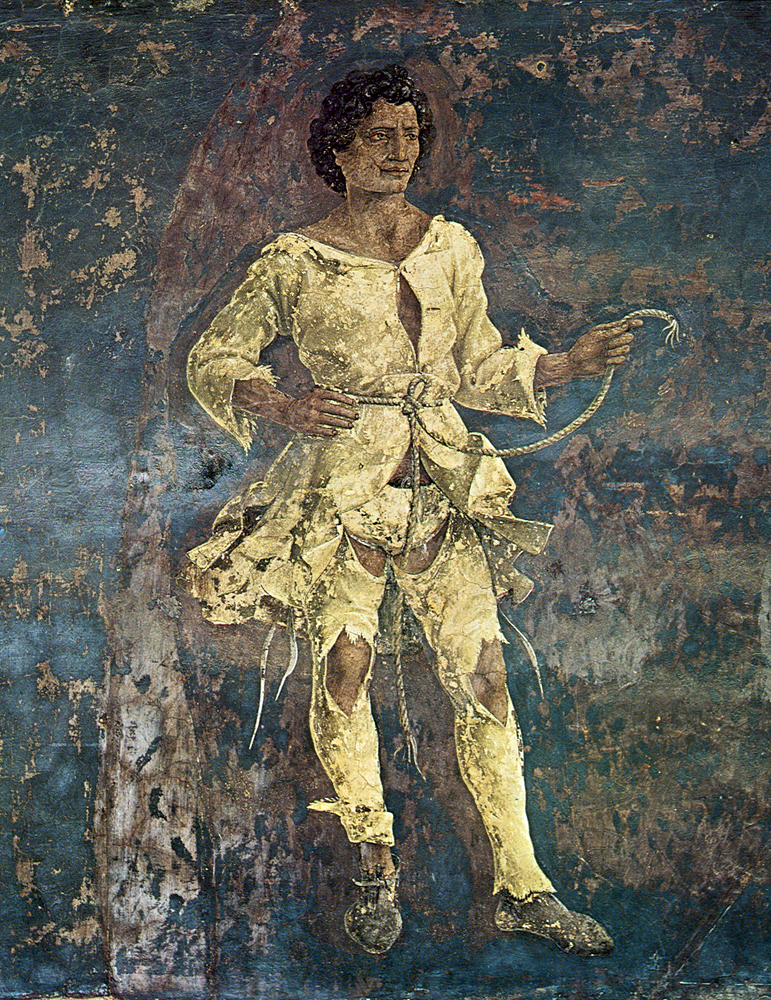
Il Decano di sinistra

Come gli altri Mesi, anche Marzo è diviso in tre fasce orizzontali: una superiore con il trionfo della divinità protettrice del mese, in questo caso Minerva, una centrale con il segno zodiacale (Ariete) e i tre "decani", e una inferiore con scene del governo di Borso d'Este.
Il trionfo di Minerva mostra la dea seduta che avanza su di un carro parato a festa, trainato da due unicorni bianchi dall'esile corporatura, con i lunghi corni rivolti verso il basso. Ai lati del carro si trovano sulla sinistra un gruppo di saggi e dottori dall'aria grave impegnati a leggere e discutere, mentre sulla destra c'è un folto gruppo di donne al telaio; in primo piano spicca un gruppo di tre donne che richiamano le mitiche tre parche, intente a filare, tessere e recidere il filo della vita umana.
La fascia centrale mostra le tre figure dei "decani", cioè i protettori delle tre decadi del mese, rappresentati secondo il sistema astrologico egizio che venne trascritto da Teucro Babilonese nel I secolo a.C., poi ripreso nell'Astronomica di Manilio in età imperiale e poi da Pietro d'Abano nel medioevo (Astolabium planum), mediando da testi arabi, come Albumasar (IX secolo).
Il primo decano, che Aby Warburg chiamò il Vir niger e altri come la Pigrizia, è un uomo dalla pelle scura e dallo sguardo irato, con occhi arrossati, che indossa il vestito bianco e lacero, con una lunga corda che gli cinge i fianchi: il suo aspetto minaccioso esprime la funzione di "custode" del segno dell'Ariete. Il secondo è una giovane donna che indossa una veste purpurea e fluttua sopra l'Ariete. Essa, già interpretata come la Primavera o la Saggezza, è più probabilmente Cassiopea e allude anche alla dea egizia dal piede equino signora del Nilo, Thueris. A destra infine un giovane elegante che porta ai fianchi una ricca cintura con un medaglione e tiene in una mano un cerchio e nell'altra una freccia: già spiegato come un'allegoria dell'Attività, tiene un attributo di Marte (la freccia), uno che allude alla Via Lattea (il circulus lacteus, cioè il cerchio) e uno che allude alla costellazione dell'Auriga (i lacci).
Nella fascia inferiore il duca Borso amministra la giustizia. A destra, di fronte ad un elegante edificio con stemmi, putti e medaglioni, lo si vede circondato da vari gentiluomini. A sinistra si vede di nuovo il duca, questa volta intento a partire per una battuta di caccia tra cavalli scalpitanti, cani e falconi. Nel paesaggio sullo sfondo si scorge un suggestivo brano di vita agreste, con un gruppo di cinque contadini impegnati in lavori di potatura.

## Stile

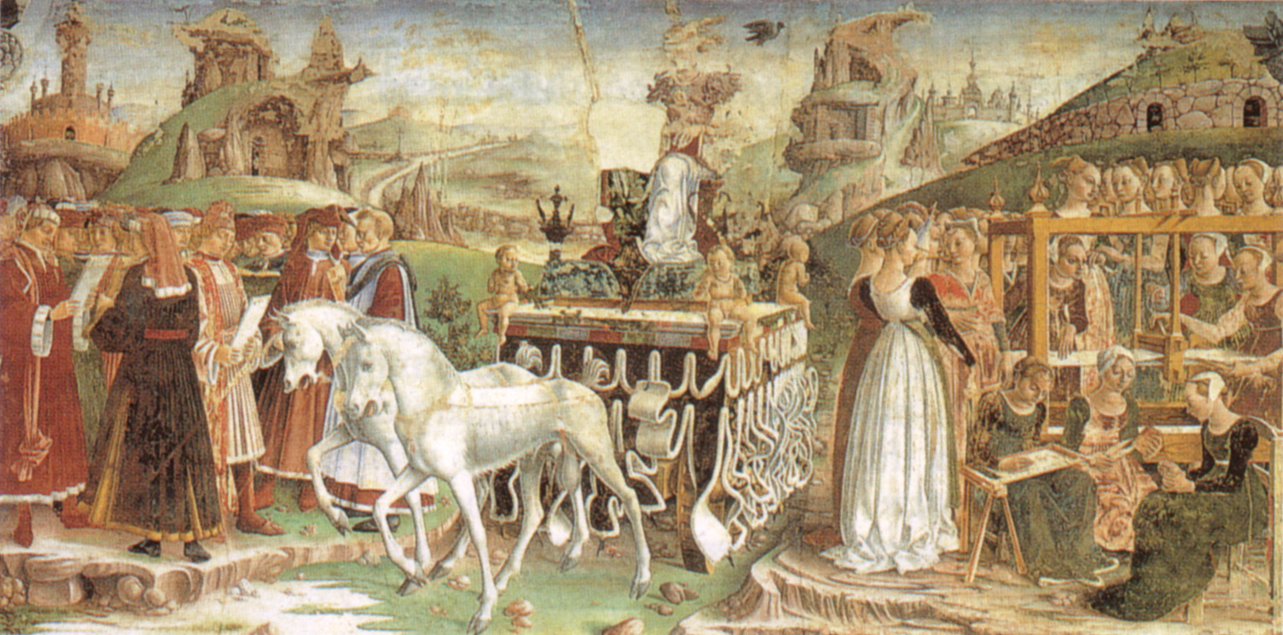
Trionfo di Minerva

Da un punto di vista stilistico il mese di Marzo è caratterizzato da forme solide e sintetiche, derivate dalla lezione di Piero della Francesca, con un'illuminazione chiara e una costruzione prospettica impeccabile che rendono verosimili anche i dettagli più improbabili e visionari, come le rocce sullo sfondo che sembrano "ciuffi di panna" con castelli arroccati. Il mondo naturale e le attività umane sono descritte con minuzia e con una partecipazione empatica.
Il gusto per la linea aguzza e frastagliata, tipico dei ferraresi, si coglie nelle bande di stoffa che decorano il carro di Minerva o nelle rocce stalagmitiche che si vedono sullo sfondo.